# Virgil Hill
Virgil Hill est un boxeur américain né le 18 janvier 1964 à Clinton, Missouri.

## Carrière
Médaillé d'argent aux Jeux olympiques de Los Angeles en 1984 dans la catégorie poids moyens et vainqueur des Golden Gloves, il passe professionnel la même année et devient champion du monde des mi-lourds WBA le 5 septembre 1987 en battant par arrêt de l'arbitre au 4e round Leslie Stewart.
Hill conserve 10 fois sa ceinture avant de perdre aux points face à Thomas Hearns le 3 juin 1991. Il remporte à nouveau cette ceinture le 29 septembre 1992 aux dépens de Frank Tate puis unifie les titres WBA & IBF en battant l'Allemand Henry Maske le 23 novembre 1996. Il échoue en revanche dans sa tentative de récupérer la ceinture WBO en s'inclinant aux points contre Dariusz Michalczewski.
Après une nouvelle défaite contre Roy Jones Jr. l'année suivante, cette fois par KO, il décide de boxer en lourds-légers et s'empare du titre WBA le 9 décembre 2000 contre le français Fabrice Tiozzo avant que son compatriote Jean-Marc Mormeck ne le venge le 23 février 2002.

## Distinction
- Virgil Hill est membre de l'International Boxing Hall of Fame depuis 2013[4].